# ジョージ・クマンタラキス
ジョージ・クマンタラキス（Georgios Koumantarakis、1974年3月27日 - ）は、南アフリカの元サッカー選手。元南アフリカ代表。ポジションはフォワード。

## 来歴
1997年に南アフリカ代表デビュー。2002 FIFAワールドカップではグループステージ全3試合に出場した。2004年までに12試合に出場、1得点をあげた。

## 代表歴

### 出場大会
- 南アフリカ代表
  - 2002 FIFAワールドカップ

### 試合数
- 国際Aマッチ 12試合 1得点（1997年-2004年）[1]

| 南アフリカ代表 | 国際Aマッチ | 国際Aマッチ |
| 年             | 出場        | 得点        |
| -------------- | ----------- | ----------- |
| 1997           | 2           | 0           |
| 1998           | 0           | 0           |
| 1999           | 0           | 0           |
| 2000           | 2           | 0           |
| 2001           | 0           | 0           |
| 2002           | 6           | 1           |
| 2003           | 1           | 0           |
| 2004           | 1           | 0           |
| 通算           | 12          | 1           |